# Meine Frau Inge und meine Frau Schmidt
Meine Frau Inge und meine Frau Schmidt ist ein deutscher Spielfilm, 1985 hergestellt im DEFA-Studio für Spielfilme von Roland Oehme, nach dem gleichnamigen Hörspiel von Joachim Brehmer, welches im Jahr 1977 das erste Mal im Rundfunk der DDR gesendet wurde.

## Handlung
In der Kleinstadt Rosenburg befindet sich der VEB Spiel- und Sportwaren. Hier finden auf dem Sportplatz die 6. Betriebsfestspiele dieses Betriebes statt, zu denen auch mehrere sportliche und spielerische Wettkämpfe gehören. Einer der Teilnehmer am Sackhüpfen ist der Produktionsdirektor Karl Lehmann, der seinen Lauf gewinnt, wenn auch mit einer kleinen Verletzung am Kopf, da er kurz vor dem Ziel stürzt. Doch diese Wunde wird von der herbeigeeilten Betriebskrankenschwester Brigitte Schmidt umgehend versorgt, so dass er ohne Probleme am abendlichen Abschlussfest teilnehmen kann. Während sich seine Frau auf der Tanzfläche befindet, spricht ihn die geschiedene Frau Schmidt direkt an, dass sie sich ein Kind von ihm wünscht. Sie möchte nur das Kind, ohne weitere Verpflichtungen für Karl Lehmann, denn mit einem Mann möchte sie nach ihrer Scheidung nicht wieder zusammen leben.
An einem Vormittag der darauffolgenden Sonnabende kommt es zur Zeugung des Kindes und anschließend holt Karl mit dem Auto seine Frau Inge ab, die als Leiterin einer Kaufhalle arbeitet. Auf die Frage seiner acht Jahre alten Tochter Carola, was er denn am Morgen gemacht hat, antwortet er, dass er ein Kind gezeugt habe. Inge, die das für einen seiner Scherze hält sagt, dass sie kein Kind mehr haben möchte, stutzt aber, als sie auf dem Beifahrersitz einen fremden Ohrring findet, den sie jedoch der Frau Schmidt zuordnen kann. Während Karl am Abend bereits im Bett liegt und sich mit einer neuen Erfindung beschäftigt, beschließt Inge doch noch ein Kind zu bekommen und schmeißt ihre restlichen Antibabypillen in den Ausguss, um anschließend mit ihrem Mann ebenfalls ein Kind zu zeugen.
Obwohl mit dem Vorgang der Zeugung eines Kindes für Frau Schmidt, diese Beziehung beendet sein soll, kann Karl plötzlich ohne sie nicht mehr sein und stellt ihr ständig nach, was sie zu vermeiden versucht. Erst bei einem Besuch in ihrer Wohnung kann sie sich nicht mehr wehren, denn sie liebt ihn auch. Am Abend erfährt er zu Hause, dass seine Frau ebenfalls schwanger ist, was ihn aus der Fassung bringt, da er annahm, dass sie die Pille nimmt. Die kommende Nacht muss Karl allein in den Ehebetten schlafen und zieht am Tag darauf in das Wochenendhaus um. Da er mit seinen Problemen nicht klar kommt, bekommt er von seinem Betrieb Urlaub. Bei einem Besuch des Stadtcafés sieht er plötzlich Inge und Brigitte vertraut am Tisch sitzen. Beide haben sich in zwischen angefreundet, wissen von ihren Schwangerschaften und lieben Karl, den sie sich in Zukunft teilen wollen. Es folgen mehrere schöne Monate, in denen Karl wöchentlich die Frau wechselt. Eine Woche ist er bei seiner Inge und eine Woche bei Frau Schmidt. Diese Verhältnisse sprechen sich schnell in der Stadt herum, finden aber nicht bei allen Bewohnern Zustimmung. Am gleichen Tag bekommen die beiden Frauen ihre Kinder, Inge einen Jungen und Brigitte zwei Mädchen. Der wöchentliche Wechsel zwischen den beiden Frauen wird von Karl beibehalten. 
Inzwischen taucht der geschiedene Mann von Frau Schmidt wieder in der Stadt auf, will aber nichts mehr von Brigitte wissen. Dafür läuft er aber Inge ständig hinterher, um sie zu zeichnen. Karl bekommt wegen seiner Verhältnisse Ärger im Betrieb und kündigt, um wieder in seinem erlernten Beruf als Schornsteinfeger zu arbeiten. Diesen Beruf hatte er einst aufgegeben, als er merkte, nicht schwindelfrei zu sein, was er durch den Einfluss Brigittes beheben konnte. Doch die ist über die egoistische Entscheidung Karls nicht glücklich, allein des Mehraufwands beim Wäschewaschen wegen. Dann erklärt sie ihm noch, dass sie auch seinen Freund und ehemaligen Kollegen Hans Beyer liebt. Auch Inge Lehmann hat ein neues Verhältnis, es ist Manuel Schmidt, der Maler und Ex-Mann Brigittes. Jetzt gehen die neuen Liebhaber mit den Kindern spazieren, Karl ist ausgebootet und hat nun auch keine Schlafmöglichkeit mehr. Doch die Kellnerin Maria erbarmt sich seiner und lässt ihn im Zimmer ihres Sohnes schlafen. Dieser klärt ihn auf, dass sein Lebensmodell nur funktionieren kann, wenn alle gleichberechtigt sind, was heißt, er müsste auch geschieden sein.
Also reicht Karl Lehmann die Scheidung ein, die gleich im Anschluss an die erfolgte Scheidung von Hans Beyer passieren soll. Doch die Richterin hat Probleme, die Ehe zu scheiden, da sie nicht zerrüttet ist. Der letzte Geschlechtsverkehr mit beiden Frauen liegt auch erst fünf Wochen zurück, da er in dieser Zeit weder bei seiner  Frau Inge noch bei seiner Frau Schmidt geschlafen hat, sondern im Zimmer des Sohnes von Maria. Als beide Frauen hören, dass er nicht in diesen vier Wochen bei der anderen gewohnt hat, fallen sie ihm gleichzeitig voller Liebe um den Hals. Natürlich wird die Ehe nicht geschieden. Maria hat aber bereits einen festlichen Tisch anlässlich der Scheidung vorbereitet, der trotzdem zur Feier genutzt wird, an der alle Beteiligten teilnehmen. Zum Schluss erklärt Carola ihren drei kleinen Geschwistern, wie die Geschichte eventuell weitergehen wird, denn jetzt kommt auch noch Maria ins Spiel, die ihren Sohn ohne Vater großziehen musste.

## Produktion und Veröffentlichung
Meine Frau Inge und meine Frau Schmidt wurde von der Künstlerischen Arbeitsgruppe (KAG) „Babelsberg“ auf ORWO-Color gedreht und hatte seine Uraufführung am 21. Februar 1985 im Berliner  Kino Kosmos. Im Fernsehen der DDR wurde der Film das erste Mal am 17. Januar 1987 im 2. Programm gezeigt. In der Bundesrepublik Deutschland erfolgte die erste Ausstrahlung am 21. April 1988 durch das Bayerische Fernsehen in seinem 3. Programm. 
Die Dramaturgie lag in den Händen von Dieter Wolf und das Szenarium schrieben Joachim Brehmer und Roland Oehme.

## Kritik
Im Neuen Deutschland schrieb Horst Knietzsch:

„Da wurden [allerdings] die Möglichkelten komödiantischen Kinos bei weitem nicht .genutzt. Dem Szenarium fehlt es an Esprit, die Handlung bleibt über weite Strecken betulich, die Dialoge entbehren zu sehr des hintergründigen Witzes, auch die Musik von Günther Fischer bereichert die Szene nicht und läßt das von diesem Komponisten gewohnte Brio vermissen.“

Helmut Ullrich äußerte sich in der Neuen Zeit folgendermaßen:

„Wenig auch an Satirischem, obwohl ein paar Erscheinungen von moralisierendem Provinzlertum, von Kollegenneugier und kleinstädtischer Nachbarnentrüstung, von sich aufdrängender Anteilnahme an anderer Leute Privatleben und auch von behördlich korrekter Hilflosigkeit angesichts eines solchen Falles in den Blick geraten. Stattdessen viel Klamottenkomik wie ein nicht so recht funktionierendes mechanisches Schaukelpferd als Neuentwicklung der volkseigenen Spielwarenindustrie, wie das auch noch mehrmalige Sichverheddern in klemmender Cafehausdrehtür, wie schornsteinfegerliche Schwindelanfälle in luftiger Dachhöhe und dergleichen Späßchen, Witzchen und Mätzchen mehr. Stattdessen ein Verschwimmen in eine irreale Märchenhaftigkeit, ein Sichverlieren in Rosendornenhecken. […] Ein eigenartig unentschlossener und unentschiedener Film ist das geworden.“

Günter Sobe meinte in der Berliner Zeitung:

„Obwohl ich keineswegs übersehen habe, daß dem Trio Lehmann-Schmidt-Lehmann nicht nur einmal zugebilligt ist, die hohe Schule menschlicher Lust in arkadischer Unschuld und schöner Nacktheit direkt vor meinem kritischen Auge zu absolvieren, fehlen dem Film dennoch Esprit, Erotik, Pikanterie und auch Pointiertheit. Statt dessen wird eine Menge unnötiger, die Fabel lediglich beschwerender und damit die Tempi mindernder Ballast in die Geschichte eingeschleppt.“

Das Lexikon des internationalen Films schreibt über den Film, dass es sich hier um ein „frivoles, mitunter wenig geschmackssicheres Lustspiel“ handelt. Dem Thema konnten weder Esprit noch satirische Elemente abgewonnen werden.